# 臺北駐大阪經濟文化辦事處
臺北駐大阪經濟文化辦事處（日语：／ Taipeicyuuosakakeizaibunkabenjishyo ?），亦稱駐大阪辦事處，是中華民國（臺灣）在日本大阪府大阪市設立的總領事館級外交代表機構。

## 沿革
1972年9月，日本與中華民國斷交，1972年12月，中華民國駐大阪總領事館關閉。東亞關係協會大阪支部成立。1992年5月15日，雙方同意更改東亞關係協會名稱，同月20日更名為台北駐大阪經濟文化辦事處。

## 歷任長官

### 歷任總領事
| 任次 | 姓名   | 到任   | 離任   | 備註       |
| ---- | ------ | ------ | ------ | ---------- |
| 1    | 黄克綸 | 1952年 | 1956年 |            |
| 2    | 陳衡力 | 1956年 | 1960年 |            |
| 3    | 孙秉乾 | 1960年 | 1967年 | 横濱總領事 |
| 4    | 吳玉良 | 1967年 | 1971年 | 長崎總領事 |
| 5    | 張庸夫 | 1971年 | 1972年 | 長崎總領事 |

## 事件

### 中華民國駐大阪總領事館塗鴉
1961年9月30日凌晨，台灣民族派酒吧老闆郭椿林與招牌供應商深水生富在中華民國總領事館一樓正門左右石質外牆上塗上“滾回支那去”、“台灣是台灣人的”、“台灣獨立萬歲”、“台灣共和國萬歲”、 “讓蔣介石集團的豬遠離台灣”。並在正門上方掛上大字“台灣共和國大阪總領事館”的牌子，他在未獲得總領事孫秉乾允許的情況下進入領事館，意圖張貼大字。大阪地方法院針對這一事件進行了審理，結果認定其屬於毀壞建築物等罪、藐視法庭罪、侵入罪以及共主罪，因此他被判處四個月監禁。但因只有中華民國國徽被標牌遮蓋，並未造成任何物質損害，因此檢方依據刑法第92條提出損害外國國徽的要求，被宣告無罪。
大阪地方法院的判決後，檢察官對沒有適用損壞外國國徽罪這一點不服，向大阪高等法院上訴，但量刑沒有增減，重新判處郭椿林有期徒刑8個月，判處深水有期徒刑4個月。